# Dalton (South Yorkshire)
Dalton – osada i civil parish w Anglii, w South Yorkshire, w dystrykcie Rotherham. W 2011 civil parish liczyła 10292 mieszkańców. Dalton jest wspomniana w Domesday Book (1086) jako Dalton/Daltone.